# أنظمة حيوية طبية
الأنظمة الحيوية الطبية (بالإنجليزية: Systems biomedicine)‏ أيضا تسمى أنظمة العلوم الحيوية الطبية، وتعني استخدام الأنظمة الحيوية لفهم آليات وعمليات التطوير (developmental) والباثولوجي (آلية حدوث المرض) وتعديلها في الإنسان والحيوان وحتى على المستوى الخلوي.
حيث أن الأنظمة الحيويه الطبية تهدف لعرض شبكات مُفصله من التفاعلات، ( مثال: صناعة نموذج حسابي شامل للخليه) بشكل رئيس في المستوى الخلوي. 
الانظمة الحيوية الطبية تؤكد المستويات أو الرتبات الحيوية في الطبيعة،  كالآتي (الجزيء ، عُضيّة ، خلية ، نسيج ، عضو، فرد ، عوامل بيئية ، الجماعات ، النظام البيئي )، وتم ذلك من خلال كشف وتحديد العوامل المفتاحيه لكل رتبة ودمجها في نماذج معروفه على مستوى عالمي، ووضع السلوك الظاهر تولد العمليات الحيوية تحت البحث والتدقيق.
هكذا نهج سيجعل إقامة النماذج المفصلة تحت ظروف محدودة الوقت والنفقة (مثل النماذج الحيوانيه)  ومحدوده للأسس الأخلاقية (مثل تجارب بشرية)  واعده.
في سنة 1992 (نوفمبر- ديسمبر)، نُشر عن النظام الحيوي الطبي بواسطه كامادا ت (Kamada T)، وقد نُشرت مقالة عن الأنظمة الحيويه الطبيه وعلم الصيدلة بواسطة (Zeng B. J)  في نفس الفترة في شهر أبريل.